# Семёнкинский сельсовет (Аургазинский район)
Семёнкинский сельсовет — сельское поселение в Аургазинском районе Башкортостана Российской Федерации.
Административный центр — село Семёнкино.

## История
Статус и границы сельского поселения установлены Законом Республики Башкортостан от 17 декабря 2004 года № 126-з «О границах, статусе и административных центрах муниципальных образований в Республике Башкортостан».

## Население
| 2002  | 2009  | 2010  | 2012  | 2013  | 2014  | 2015  |
| ----- | ----- | ----- | ----- | ----- | ----- | ----- |
| 2836  | ↘2709 | ↗2742 | ↘2651 | ↘2601 | ↘2598 | ↘2490 |
| 2016  | 2017  |       |       |       |       |       |
| ↘2420 | ↘2349 |       |       |       |       |       |

## Состав сельского поселения
| №  | Населённый пункт | Тип населённого пункта       | Население |
| -- | ---------------- | ---------------------------- | --------- |
| 1  | Семёнкино        | село, административный центр | ↗679      |
| 2  | Шланлы           | село                         | ↗702      |
| 3  | Асавбашево       | деревня                      | ↘414      |
| 4  | Шеверли          | деревня                      | ↘360      |
| 5  | Нижний Бегеняш   | деревня                      | ↗235      |
| 6  | Верхний Бегеняш  | деревня                      | ↘95       |
| 7  | Абдуллино        | деревня                      | ↗91       |
| 8  | Юлдашево         | деревня                      | ↘60       |
| 9  | Кузьминовка      | деревня                      | ↗50       |
| 10 | Тальник          | деревня                      | ↘33       |
| 11 | Алексеевка       | деревня                      | ↘16       |
| 12 | Берёзовка        | деревня                      | ↘7        |